# Episodi di Medici in corsia (ottava stagione)
L'ottava stagione della serie televisiva Medici in corsia è stata trasmessa in anteprima in Germania da Das Erste tra il 9 giugno 2022 e il 20 aprile 2023.
| nº | Titolo originale | Titolo italiano | Prima TV Germania | Prima TV Italia |
| -- | ---------------- | --------------- | ----------------- | --------------- |
| 1  | Durchatmen       | Inedito         | 9 giugno 2022     | Inedito         |
| 2  | Liebesleiden     | Inedito         | 16 giugno 2022    | Inedito         |
| 3  | Sag’s ihm        | Inedito         | 23 giugno 2022    | Inedito         |
| 4  | Rückläufig       | Inedito         | 30 giugno 2022    | Inedito         |
| 5  | Erlösung         | Inedito         | 7 luglio 2022     | Inedito         |
| 6  | Löwenmütter      | Inedito         | 21 luglio 2022    | Inedito         |
| 7  | Gefühlsmenschen  | Inedito         | 28 luglio 2022    | Inedito         |
| 8  | Anziehungskraft  | Inedito         | 4 agosto 2022     | Inedito         |
| 9  | Hürden           | Inedito         | 11 agosto 2022    | Inedito         |
| 10 | Verblassen       | Inedito         | 25 agosto 2022    | Inedito         |
| 11 | Kleines Herz     | Inedito         | 1 settembre 2022  | Inedito         |
| 12 | Verdachtsmomente | Inedito         | 8 settembre 2022  | Inedito         |
| 13 | Freier Fall      | Inedito         | 15 settembre 2022 | Inedito         |
| 14 | Starterlaubnis   | Inedito         | 22 settembre 2022 | Inedito         |
| 15 | Versagensängste  | Inedito         | 29 settembre 2022 | Inedito         |
| 16 | Traumpaar        | Inedito         | 6 ottobre 2022    | Inedito         |
| 17 | Schlaflos        | Inedito         | 13 ottobre 2022   | Inedito         |
| 18 | Lügen            | Inedito         | 20 ottobre 2022   | Inedito         |
| 19 | Verborgen        | Inedito         | 27 ottobre 2022   | Inedito         |
| 20 | Wurzeln          | Inedito         | 3 novembre 2022   | Inedito         |
| 21 | Glückskind       | Inedito         | 10 novembre 2022  | Inedito         |
| 22 | Alte Narben      | Inedito         | 17 novembre 2022  | Inedito         |
| 23 | Ohne Garantie    | Inedito         | 24 novembre 2022  | Inedito         |
| 24 | Traummann        | Inedito         | 8 dicembre 2022   | Inedito         |
| 25 | Neuland          | Inedito         | 15 dicembre 2022  | Inedito         |
| 26 | Reisende         | Inedito         | 22 dicembre 2022  | Inedito         |
| 27 | Lebensmut        | Inedito         | 29 dicembre 2022  | Inedito         |
| 28 | Sicherer Hafen   | Inedito         | 5 gennaio 2023    | Inedito         |
| 29 | Feuer und Flamme | Inedito         | 12 gennaio 2023   | Inedito         |
| 30 | Perspektiven     | Inedito         | 26 gennaio 2023   | Inedito         |
| 31 | Wahrheit tut weh | Inedito         | 2 febbraio 2023   | Inedito         |
| 32 | Willst du?       | Inedito         | 9 febbraio 2023   | Inedito         |
| 33 | Alles geben      | Inedito         | 16 febbraio 2023  | Inedito         |
| 34 | Selbstbilder     | Inedito         | 23 febbraio 2023  | Inedito         |
| 35 | Weitermachen     | Inedito         | 2 marzo 2023      | Inedito         |
| 36 | Aufbruch         | Inedito         | 9 marzo 2023      | Inedito         |
| 37 | Hintergangen     | Inedito         | 16 marzo 2023     | Inedito         |
| 38 | Ungeplant        | Inedito         | 23 marzo 2023     | Inedito         |
| 39 | Versuchung       | Inedito         | 30 marzo 2023     | Inedito         |
| 40 | Heiß und kalt    | Inedito         | 6 aprile 2023     | Inedito         |
| 41 | Spätzünder       | Inedito         | 13 aprile 2023    | Inedito         |
| 42 | Feuerprobe       | Inedito         | 20 aprile 2023    | Inedito         |